# Liste der Abgeordneten zum Burgenländischen Landtag (IV. Gesetzgebungsperiode)
Diese Liste der Abgeordneten zum Burgenländischen Landtag listet alle Mitglieder des Burgenländischen Landtags in der IV. Gesetzgebungsperiode auf. Die Gesetzgebungsperiode wurde am 5. Dezember 1930 mit der Angelobung der Abgeordneten und der Wahl des Präsidiums eröffnet und endete nach 66 Sitzungen am 11. November 1934 mit der Angelobung des Ständischen Landtags. Nach der Landtagswahl am 9. November 1930 entfielen 14 von 32 Mandaten auf die Liste Christlichsoziale Partei-Heimwehr (CSP), 13 auf die Sozialdemokratische Partei (SdP) und 5 auf den Nationalen Wirtschaftsblock und Landbund (LdB). Die Mandate der dreizehn Abgeordneten der Sozialdemokratischen Partei erloschen im Zuge des Verbots der Partei per 12. Februar 1934 durch eine Verordnung der Bundesregierung.
Dem Präsidium saß als 1. Landtagspräsident zunächst der CSP-Abgeordnete Johann Thullner vor, am 11. Dezember wechselte der Vorsitz an Michael Koch. Die Funktion des 2. Landtagspräsidenten hatte bis 12. Februar 1934 der Sozialdemokratischen Partei der Abgeordnete Ernst Hoffenreich inne. Nach seinem Ausschluss wurde am 22. Februar 1934 Johann Bauer zu seinem Nachfolger bestimmt. 3. Landtagspräsident war zunächst bis zum 30. April 1933 Josef Reil, der an diesem Tag von Johann Bauer abgelöst wurde. Nach der Wahl Bauers zum 2. Landtagspräsidenten, rückte am 22. Februar 1934 Josef Pomper zum 3. Landtagspräsidenten nach. Die Funktion des Schriftführers übten Rudolf Büchler, Hans Bögl (bis 12. Februar 1934) und Martin Wetschka (ab 22. Februar 1934) aus, Ordner waren Johann Kruesz, Koloman Tomsich (bis 12. Februar 1934) und Stefan Hollenthoner (ab 22. Februar 1934).
Der Burgenländische Landtag wählte am 10. Dezember 1930 die Burgenländische Landesregierung. Da die Funktion des Landeshauptmanns zwei Mal wechselte, amtierten während der Gesetzgebungsperiode die Landesregierungen Schreiner II, Walheim II und Sylvester I.
| Name                    | Fraktion | Anmerkung                                |
| ----------------------- | -------- | ---------------------------------------- |
| Bauer Johann            | CSP      |                                          |
| Berloschnik Bonaventura | SdP      |                                          |
| Bögl Hans               | SdP      |                                          |
| Büchler Rudolf          | CSP      |                                          |
| Dostal Albin            | SdP      |                                          |
| Drescher Martin         | LdB      |                                          |
| Fiedler Georg           | LdB      |                                          |
| Fleischhacker Leopold   | CSP      | ab 21. Juni 1933 für Josef Reil          |
| Fuith Karl              | CSP      |                                          |
| Glaser Johann           | SdP      |                                          |
| Göltl Lorenz            | LdB      |                                          |
| Hoffenreich Ernst       | SdP      |                                          |
| Hollenthoner Stefan     | CSP      |                                          |
| Horvath Anton           | CSP      |                                          |
| Karall Lorenz           | CSP      |                                          |
| Koch Michael            | CSP      |                                          |
| Kruesz Johann           | CSP      |                                          |
| Leser Ludwig            | CSP      |                                          |
| Müller Alois            | SdP      |                                          |
| Pehm Johann             | CSP      | ab 23. Juni 1932 für Anton Schreiner     |
| Pomper Josef            | LdB      |                                          |
| Probst Johann           | CSP      |                                          |
| Reil Josef              | CSP      | bis 30. April 1933                       |
| Rosenberger Paul        | SdP      |                                          |
| Schreiner Anton         | CSP      | bis 23. Mai 1932                         |
| Springschitz Stefan     | SdP      |                                          |
| Striny Alois            | SdP      |                                          |
| Suchard Hans            | SdP      |                                          |
| Thullner Johann         | CSP      | bis 11. Dezember 1933                    |
| Till Ignaz              | SdP      |                                          |
| Tomsich Koloman         | SdP      |                                          |
| Vas Michael             | CSP      |                                          |
| Walheim Alfred          | LdB      |                                          |
| Wallner Franz           | CSP      |                                          |
| Wetschka Martin         | CSP      | ab 13. Dezember 1933 für Johann Thullner |